# Гёттлих, Готтлиб
Готтлиб Гёттлих (нем. Gottlieb Göttlich; род. Мари Розин Гёттлих нем. Marie Rosine Göttlich, 6 марта 1798 года) — интерсекс-человек, который приобрел известность своим состоянием, так как многие врачи впервые увидели такой случай.

## Ранний период жизни
Гёттлих родился 6 марта 1798 года в саксонской деревне Нидер-Лейба, тогда входившей в состав Священной Римской империи, а теперь Германии. При рождении Готтлиба посчитали девочкой и воспитывался как Мария Розин.
В возрасте 33 лет у Гёттлих начались сильные боли в области живота. Сначала посчитали, что причиной боли являются грыжи. В ноябре 1832 года профессор Фридрих Тидманн из Гейдельбергского университета осмотрел Гёттлиха. При осмотре он обнаружил, что Гёттлих «был явно мужчиной с гениталиями необычной формы. Поэтому Гёттлих переоденется в мужскую одежду и примет имя Готтлиб».

## Карьера
Гёттлих воспользовался своим уникальным положением, чтобы зарабатывать себе на жизнь. Он получил новый паспорт с указанием мужского пола и гастролировал по всей Европе, что позволило медикам осматривать его за деньги. Его осматривали в немецких городах Бонн, Йена, Марбург, Майнц, Оффенбах-ам-Майн, Бреслау и Бремен. В Британии он выставлял напоказ своё тело  в Манчестере, Ливерпуле, Глазго, Абердине, Эдинбурге, Монтрозе. В Ирландии в Корке и Дублине.
Продолжая путешествовать по Европе, Гёттлих завоевал «славу и богатство». Когда ему предложили хирургическую помощь для «исправления» его гениталий, Гёттлих отказался, говоря, что «против предложения такого рода, поскольку это сразу лишило бы его его ... легкого и выгодного способа существования».  Дрегер описывает, как: «в обмен на то, что он позволил им осмотреть его и опубликовать отчеты о нем, медицинские и научные работники дали сертификаты Геттлиху, свидетельствующие, что его дело представляло большой интерес для медиков».
Случай Гёттлиха был описан как один из "цирков уродов" несколькими авторами.
В большинстве работ Гёттлих упоминается как «гермафродит», однако в настоящие дни этот термин считается устаревшим и людей с нетипичными половыми органами называют интерсексами.

## В литературе
Гёттлих появлялся в множестве книг, как художественных, так и документальных. Ниже представлены некоторые из них:
- «Средний пол», Джеффри Евгенидис[[8]
- «Hermaphrodites and the Medical Invention of Sex», Alice Domurat Drege[2]
- «The One-Sex Body on Trial: The Classical and Early Modern Evidence», Professor Helen King[9]
- «Hermaphroditismus beim Menschen», Franz Ludwig von Neugebaue[10]
- Dr Handyside's Case of Hermaphrodism, Peter Handyside in The Edinburgh Medical and Surgical Journal, Volume 43, pages 313-318[3]